# Flughafen Tartu

i7
i11
i13
Der Flughafen Tartu (estnisch Tartu lennujaam, IATA-Code: TAY, ICAO-Code: EETU) ist ein Zivilflughafen in Estland. Er liegt 8 km südlich der zweitgrößten estnischen Stadt Tartu beim Dorf Ülenurme. Es besteht eine reguläre Flugverbindung nach Helsinki-Vantaa.

## Geschichte
Der Flughafen Tartu wurde 1946 als Sanitätsflughafen eröffnet. 1981 wurden die Start- und Landebahn erweitert sowie ein neues Terminal eingeweiht. Seit 2005 wird der Flughafen von der Betreiberfirma des Tallinner Flughafens AS Tallinna Lennujaam betrieben.
2023 verzeichnete der Flughafen Tartu 1080 Passagiere.
60 bis 90 Prozent des Aufkommens auf dem Flughafen Tartu werden von der Estnischen Luftfahrtakademie (Eesti Lennuakadeemia) bestritten.

### Flughafen Raadi
Von 1919 bis 1993 gab es in Tartu ein weiteres Flugfeld, den Flughafen Raadi. Er wurde bis 1992 von der sowjetischen Luftwaffe genutzt.

## Fluggesellschaften und Flugziele
Der Flughafen wurde bis August 2011 von der lettischen Air Baltic bis zu zweimal täglich aus Riga angeflogen. Die Flüge wurden ab dem 1. August 2011 eingestellt. Estonian Air flog ehemals mehrmals wöchentlich nach Stockholm. Flybe Nordic betreibt seit 2011 Flüge aus Tartu nach Helsinki-Vantaa. Die Verbindung wurde von Finnair übernommen. Seit Herbst 2022 fand zunächst kein Linienverkehr mehr statt, bis die Flugverbindung nach Helsinki am 31. März 2024 mit einer ATR Turboprop wieder aufgenommen wurde.
Am 29. April kündigte Finnair an, seine Flüge bis Ende Mai 2024 einzustellen, da die Flugzeuge aktuell kein zuverlässiges GPS-Signal empfangen und forderte die Installation von Technik, die zum Anflug kein GPS-Signal erfordert.